# 1922年イギリス総選挙

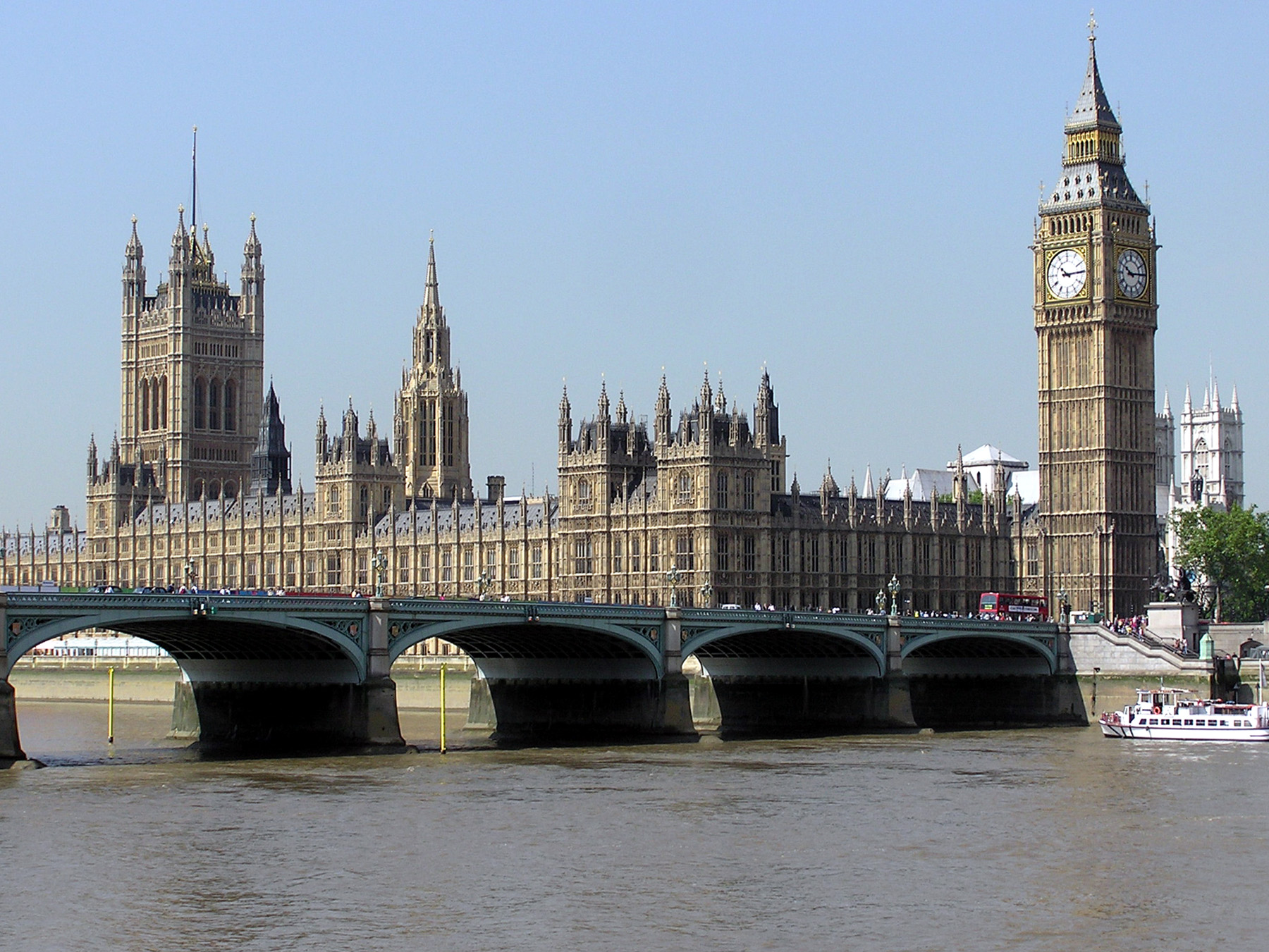
議事堂（ビッグ・ベン）

1922年イギリス総選挙（1922ねんイギリスそうせんきょ、英語：United Kingdom general election of 1922）は、1922年11月に行われたイギリスの選挙で、イギリス議会（正式名称：グレートブリテン及び北アイルランド連合王国議会）の議員を選出するために行われたものである。

## 概要
チャナック危機の結果、デビッド・ロイド・ジョージ内閣は崩壊した（22年10月）。選挙日程は既にデビッド・ロイド・ジョージ内閣によって公示されていたので追い出されたデビッド・ロイド・ジョージに代わって選挙管理内閣として保守党内閣が成立したが、対する自由党はこの選挙でもアスキス派（自由党）とロイド・ジョージ派（国民自由党）の分裂選挙になった。
この選挙の結果、労働党が議会第2党の地位に躍進した。又自由党はアスキス派とロイド・ジョージ派を足しても労働党の議席に及ばなかった。これまでの保守・自由による二大政党制から、保守・労働による新しい二大政党制への鏑矢となった。

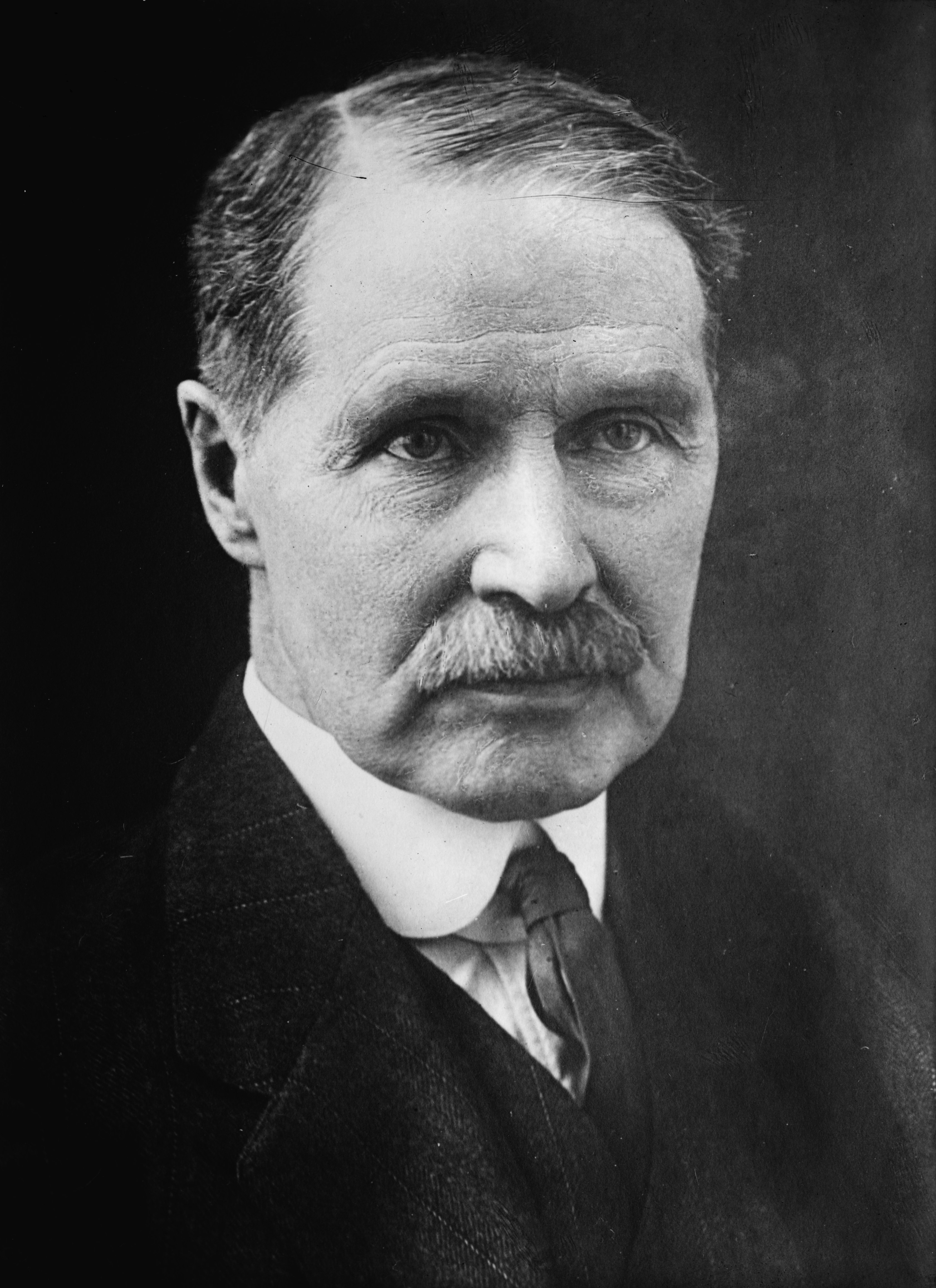
アンドルー・ボナー・ロー首相

- 選挙時の首相：アンドルー・ボナー・ロー（保守党）
- 庶民院議席数：615議席
- 議員の任期：5年（任期半ばで解散されたときは、その時点で議員職を失う）
- 選挙制度：選挙区で最多得票を得た候補のみが当選する完全小選挙区制
- 有権者：20,874,456名
  - 男性：21歳以上
  - 女性：30歳以上
  - 大学卒業者には出身大学を選挙区とする大学選挙権が、居住する選挙区以外に事業場の土地や家屋を有している者も居住している地域とは別に選挙が与えられていた（複数投票）

## 選挙結果
- 投票日：1922年11月15日
- 投票率：73.0％

| 党派                             | 党派                             | 得票      | %    | 候補者 | 当選 |
| -------------------------------- | -------------------------------- | --------- | ---- | ------ | ---- |
| Conservertive                    | 保守党                           | 5,294,465 | 38.5 | 482    | 344  |
| Labour                           | 労働党                           | 4,076,665 | 29.7 | 414    | 142  |
| Liberal                          | 自由党（アスキス派）             | 2,601,486 | 18.9 | 334    | 62   |
| National Liberal                 | 国民自由党（ロイド・ジョージ派） | 1,355,366 | 9.9  | 151    | 53   |
| Independent Conservative         | 保守党系無所属                   | 116,861   | 0.9  | 20     | 3    |
| Independent                      | 無党派                           | 114,697   | 0.8  | 15     | 3    |
| Irish Nationalist                | アイルランド民族派               | 57,641    | 0.4  | 4      | 3    |
| Communist Party of Great Britain | イギリス共産党                   | 30,684    | 0.2  | 5      | 1    |
| Independent Labour               | 労働党系無所属                   | 18,419    | 0.1  | 4      | 1    |
| Constitutionalist                | 憲法主義者                       | 16,662    | 0.1  | 1      | 1    |
| Scottish Prohibition Party       | スコットランド禁酒党             | 16,289    | 0.1  | 1      | 1    |
| Independent Liberal              | 自由党系無所属                   | 13,197    | 0.1  | 3      | 1    |
|                                  |                                  |           |      |        | 615  |

有効投票数：13,748,300票
- 出典：General Eleciton Reseults 1885-1979